# Baker Street
Baker Street este o stradă din districtul Marylebone din Orașul Westminster din Londra. Este numit după constructorul William Baker, care a scos strada în secolul al XVIII-lea. Strada este cea mai faimoasă pentru legătura cu detectivul fictiv Sherlock Holmes, care locuia la o adresă fictivă 221B Baker Street din nordul străzii. Zona era inițial rezidențială de înaltă clasă, dar acum este ocupată în principal de spații comerciale.